# 働き方の未来2035
働き方の未来2035（はたらきかたのみらい2035）は、厚生労働省によって想定された未来の働き方。

## 概要
2016年に厚生労働省では、これからの20年間で働き方はどのように変化してどのようになるかという懇談会が行われる。これの報告書が2016年8月に公開される。
2035年にはAIの技術が進化することで、働き方が大きく変化している。多くの職業がAIによって代替されると予想する。AIによって代替される可能性が高いのは、認識や動作の習熟を必要とするが判断を必要としない業務。
これからの20年間は、これまでの20年よりもはるかに大きな技術革新が起きる。このため技術をうまく使いこなすことができる人とそうでない人の間には大きな開きが生じる。
2035年には企業とは目的が明確なプロジェクトとなっている。このため多くの人はプロジェクトの期間はその企業に所属するが、プロジェクトが終われば別の企業に所属するという形で柔軟に移動できるようになっている。このため正社員と非正規雇用を区別することは意味を持たなくなる。
新型コロナウイルスによって加速しているテレワークによって時間や場所にとらわれない働き方は、働き方の未来2035で予測されていた通りであり、先取りされていたものであった。働き方の未来2035では実現までに5年かかるとされていた働き方が、新型コロナウイルスで3ヶ月で実現できていた。